# Bataille de Quiévrain (1793)
Pour les articles homonymes, voir Combat de Quiévrain (1792).
Première Coalition
Batailles
La bataille de Quiévrain, opposant la France  à la Première Coalition, s’est déroulée, sous la Révolution française, à Quiévrain le 1er mai 1793.

## Contexte historique

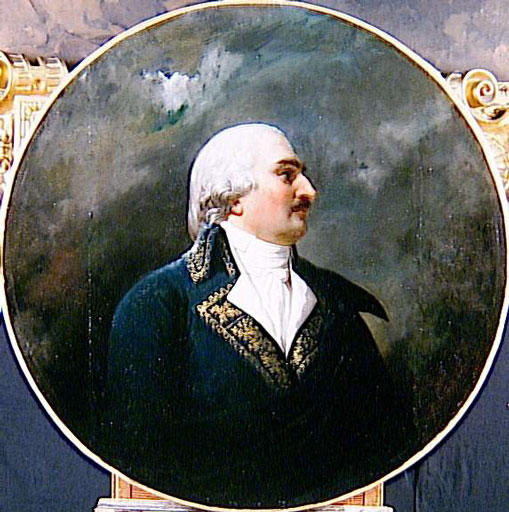
Dampierre, colonel du 5e régiment de dragons sous les ordres du général Biron, à la bataille de Quiévrain.

Au moment de l’irruption de Dumouriez dans les Provinces-Unies, Guillaume-Frédéric, prince héréditaire d’Orange-Nassau, se trouvait à Francfort avec le prince de Cobourg et d’autres généraux, pour se concerter avec lui sur le plan de la campagne qui allait s’ouvrir contre la République française. Le 2 mars de cette année, il fut de retour à La Haye et se mit tout de suite à la tête des bataillons hollandais, que son frère cadet, le prince Georges-Frédéric, avait en attendant rassemblés dans les environs de Gorinchem.   Le corps de l’armée française que Dumouriez avait laissé en Hollande, se voyant menacé par les troupes des Provinces-Unies, se retira dans les places de Bréda et de Gertrudenberg pour y attendre des secours ; mais les Français furent bientôt forcés de capituler et de rendre ces forteresses au prince héréditaire.
Il fut décidé, au conseil pour délibérer sur les opérations de la guerre, qui réunit, à Anvers, les chefs des armées de la coalition, et auquel assistaient le prince de Cobourg, le prince Guillaume-Frédéric d’Orange, Frederick, duc d'York et Albany, et d’autres généraux, que le théâtre de la guerre serait transporté en France, que les places frontières y seraient assiégées, et que le duc d’York s’emparerait de Dunkerque pour remettre cette forteresse maritime aux Anglais.

## Les forces
Parmi les forces militaires des cours coalisées en Belgique et sur le Rhin, le prince de Cobourg avait sous ses ordres environ 50 000 Autrichiens et 8 000 Hessois ; le prince Guillaume-Frédéric était à la tête de 15 000 Hollandais ; le duc d’York commandait 25 000 Anglais et Hanovriens ; le prince de Hohenlohe occupait les forteresses de Luxembourg, de Namur, etc., avec 15 000 Impériaux ; et le duc de Brunswick devait manœuvrer sur le Rhin avec une armée forte d’environ 80 000 soldats, tant prussiens qu’autrichiens, saxons, bavarois et émigrés français.
Les alliés devaient entrer en France avec une artillerie de 180 bouches à feu expédiées de Vienne. 100 autres venaient de Hollande et 93 mortiers étaient prêts à bombarder les places fortes. Les Bataves et les Anglais étant arrivés en ligne, l’armée combinée franchit les frontières de France et bloqua la ville de Condé.   Les alliés, suivant l’ancien système militaire, disséminèrent leurs troupes pour bloquer et bombarder des places de guerre, au lieu de laisser ces places de côté, de percer sur un point et de marcher sur Paris. 
Les généraux français durent plus tard leurs victoires à cette stratégie nouvelle qu’ils inventèrent. Le général Dampierre, qui avait succédé à Dumouriez, rassembla une grande partie de ses forces dans les plaines de Famars, et retrancha les autres sur la montagne d’Anzin qui domine Valenciennes, dans le but d’écraser les alliés par ces masses imposantes, et de débloquer la place de Condé.
Les Français fondirent, le 1er mai 1793, de ces deux camps, sur les troupes combinées qui campaient à Quiévrain mais, après un combat acharné, ils furent repoussés avec des pertes considérables. Clairfayt enleva les retranchements d’Ansin, et s’y établit lui-même avec sa division.

## Source
- Jean Hérard Janssens, Histoire des Pays-Bas, Bruxelles, Riga, 1840, p. 285.